# Cá gai đầu nhỏ
Cá gai đầu nhỏ, tên khoa học Gasterosteus microcephalus, là một loài cá được tìm thấy trong lưu vực Thái Bình Dương: Nhật Bản, cũng như México. Cá đáy nước ngọt, lên đến chiều dài 5,5 cm. Chúng thường sống nơi suối nhỏ côn trùng dưới nước và các động vật không xương.